# Productos químicos finos

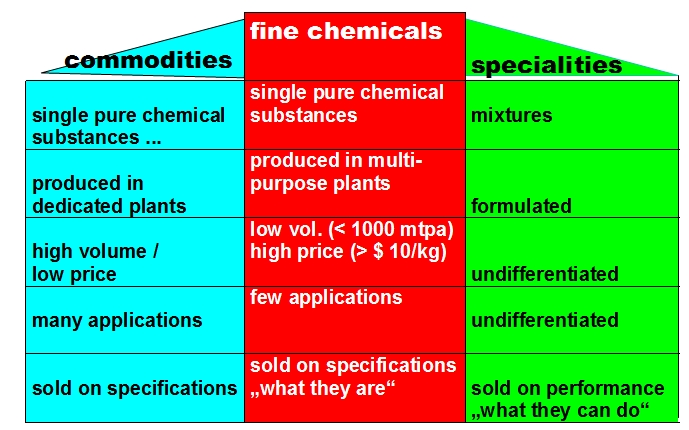
Definición de productos químicos finos (en oposición a productos básicos y especialidades)

Los productos químicos finos son sustancias químicas simples, puras y complejas, que se producen en cantidades limitadas en plantas multipropósito mediante procesos químicos o biotecnológicos de varios pasos. Se describen con especificaciones exactas, se utilizan para procesamiento adicional dentro de la industria química y se venden por más de $10/kg (consulte la comparación de productos químicos finos, productos básicos y especialidades). La clase de productos químicos finos se subdivide ya sea sobre la base del valor agregado (componentes básicos, productos intermedios avanzados o ingredientes activos) o el tipo de transacción comercial, es decir, productos estándar o exclusivos. 
Los productos químicos finos se producen en volúmenes limitados (<1000 toneladas/año) y a precios relativamente altos (>$10 kg) de acuerdo con las especificaciones exactas, principalmente por síntesis orgánica tradicional en plantas químicas de uso múltiple. Los procesos biotecnológicos van ganando terreno. El valor de producción global es de unos $ 85 mil millones. Los productos químicos finos se utilizan como materiales de partida para productos químicos especializados, en particular productos farmacéuticos, biofarmacéuticos y agroquímicos. La fabricación a medida para la industria de las ciencias de la vida juega un papel importante; sin embargo, una gran parte del volumen de producción total de productos químicos finos es fabricada en casa por grandes usuarios. La industria está fragmentada y se extiende desde pequeñas empresas privadas hasta divisiones de grandes empresas químicas diversificadas. El término "productos químicos finos" se usa en distinción a los "productos químicos pesados", que se producen y manejan en grandes lotes y, a menudo, se encuentran en estado crudo. 
Desde su inicio a fines de la década de 1970, los productos químicos finos se han convertido en una parte importante de la industria química. El valor de producción total de $ 85 mil millones se divide en alrededor de 60/40 entre la producción interna de los principales consumidores, la industria de las ciencias de la vida, por un lado, y la industria de productos químicos finos, por otro lado. Este último persigue una estrategia de "empuje de la oferta", mediante la cual los productos estándar se desarrollan internamente y se ofrecen de manera ubicua, y una estrategia de "demanda de la demanda", según la cual los productos o servicios determinados por el cliente se proporcionan exclusivamente en una base "cliente / proveedor". Los productos se utilizan principalmente como bloques de construcción para productos patentados. El hardware de las compañías de química fina de primer nivel se ha vuelto casi idéntico. El diseño, la disposición y el equipamiento de las plantas y laboratorios se ha convertido prácticamente en el mismo en todo el mundo. La mayoría de las reacciones químicas realizadas se remontan a los días de la industria de los colorantes. Numerosas regulaciones determinan la forma en que deben operarse los laboratorios y las plantas, contribuyendo así a la uniformidad. 

## Historia
El término "productos químicos finos" se usó desde 1908.
La aparición de la industria química fina como una entidad distinta se remonta a finales de la década de 1970, cuando el éxito abrumador de los antagonistas del receptor H 2 de histamina Tagamet (cimetidina) y Zantac (clorhidrato de ranitidina) creó una fuerte demanda de químicos orgánicos avanzados utilizados en su procesos de manufactura.  Como las capacidades de producción internas de los originadores, las compañías farmacéuticas Smith, Kline, French y Glaxo, no pudieron seguir el ritmo de los crecientes requisitos, ambas compañías (ahora fusionadas como GlaxoSmithKline) subcontrataron parte de la manufactura a compañías químicas experimentadas en la producción de moléculas orgánicas relativamente sofisticadas. Lonza, Suiza, que ya había suministrado un intermedio temprano, el acetoacetato de metilo, durante el desarrollo de medicamentos, pronto se convirtió en el principal proveedor de precursores cada vez más avanzados. La firma de un primer contrato de suministro simple se reconoce generalmente como el documento histórico que marca el inicio de la industria química fina. 

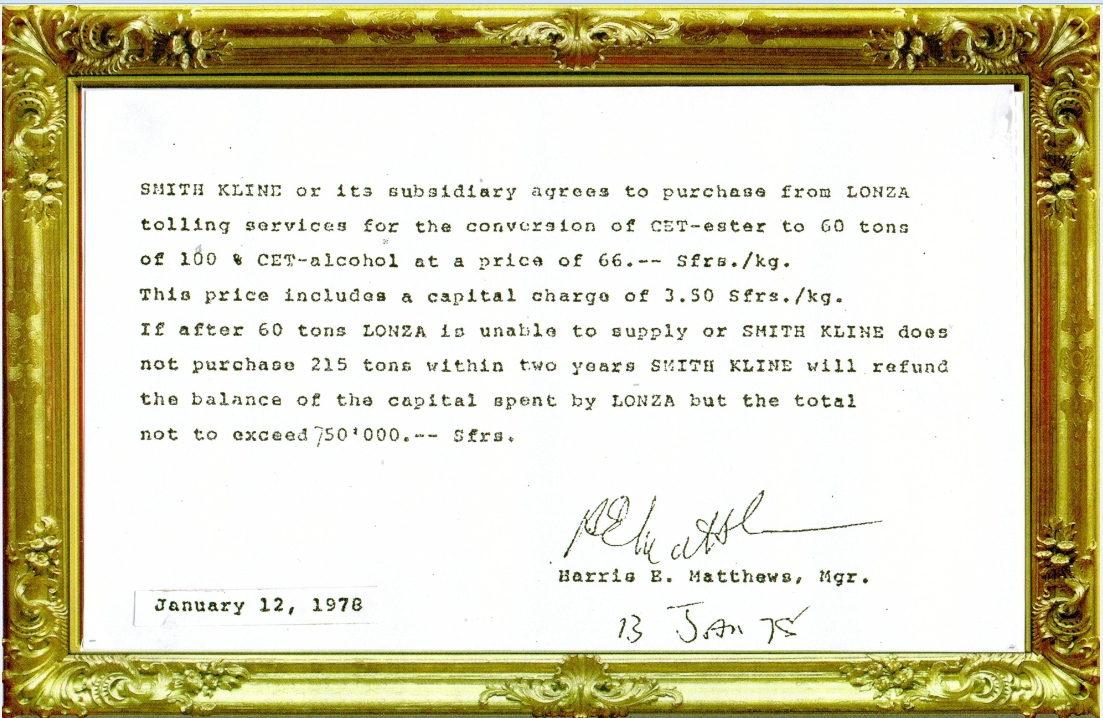
El comienzo: contrato de suministro entre Smith Kline French y Lonza para precursores de cimetidina.

En los años posteriores, el negocio se desarrolló favorablemente y Lonza fue la primera empresa de química fina que entró en una asociación estratégica con SKF. De manera similar, Bellas Organics, Reino Unido se convirtió en el proveedor de la tioetil-N'-metil-2-nitro-1,1-etenodiamina resto de ranitidina, la segunda antagonista del receptor H2, comercializado como Zantac por Glaxo.  Otras compañías farmacéuticas y agroquímicas siguieron su ejemplo gradualmente y también comenzaron a subcontratar la adquisición de productos químicos finos.  Un ejemplo en este caso es FIS, Italia, que se asoció con Roche, Suiza para la fabricación de precursores personalizados de la clase de tranquilizantes benzodiazepinas, como Librium (clordiazepóxido HCl) y Valium (diazepam).
La creciente complejidad y potencia de los nuevos productos farmacéuticos y agroquímicos que requieren producción en usos múltiples, en lugar de plantas dedicadas y, más recientemente, el advenimiento de los productos biofarmacéuticos tuvo un gran impacto en la demanda de productos químicos finos y en la evolución de la industria de productos químicos finos como una entidad distinta. Sin embargo, durante muchos años, la industria de las ciencias de la vida continuó considerando la producción cautiva de los ingredientes activos de sus medicamentos y agroquímicos como una competencia fundamental. Se recurrió a la subcontratación solo en casos excepcionales, como el déficit de capacidad, los procesos que requieren química peligrosa o nuevos productos, donde existían dudas sobre la posibilidad de un lanzamiento exitoso. 

## Productos
En términos de estructura molecular, se distingue primero entre productos de bajo peso molecular (LMW) y de alto peso molecular (HMW).  El umbral generalmente aceptado entre LMW y HMW es un peso molecular de aproximadamente 700. Los productos químicos finos de LMW, también denominados moléculas pequeñas, se producen por síntesis química tradicional, por microorganismos (fermentación o biotransformación) o por extracción de plantas y animales.  En la producción de productos de ciencias de la vida modernos, prevalece la síntesis total de productos petroquímicos.  Los productos de HMW, respectivamente moléculas grandes, se obtienen principalmente a través de procesos de biotecnología.  Dentro de los LMW, los compuestos N-heterocíclicos son la categoría más importante; dentro de los HMW son los péptidos y proteínas. 

### Pequeñas moléculas
Como los compuestos aromáticos se han agotado en gran medida como bloques de construcción para productos de ciencias de la vida, las estructuras N-heterocíclicas prevalecen en la actualidad. Se encuentran en muchos productos naturales, como la clorofila; hemoglobina; y las vitaminas biotina, ácido fólico, niacina (PP), piridoxina (vitamina B6), riboflavina (vitamina B2) y tiamina (vitamina B1). En los productos de ciencias de la vida sintéticos, los restos N-heterocíclicos son ampliamente difundidos tanto en productos farmacéuticos como en agroquímicos. Por lo tanto, los β-lactámicos son elementos estructurales de los antibióticos de penicilina y cefalosporina, los imidazoles se encuentran en los herbicidas modernos, por ejemplo  Arsenal (imazapyr) y productos farmacéuticos, por ejemplo, los antiulcerantes Tagamet y Nexium (omeprazol), los antimicóticos Daktarin (miconazol), Fungarest (ketoconazol) y Travogen (isoconazol ).Los tetrazoles y las tetrazolidinas son partes fundamentales de la clase de sartán de hipertensos, por ejemplo, Candesartan cilexetil (candesartan), Avapro (irbesartan), Cozaar (losartan) y Diovan (valsartan). 

Estructura química de Diovan (valsartán)

Una gran variedad de productos farmacéuticos y agroquímicos se basan en pirimidinas, como la vitamina B1 (tiamina), los antibióticos de sulfonamida, por ejemplo  Madribon (sulfadimetoxima) y, medio siglo después, los herbicidas con sulfonilurea, por ejemplo,  Eagle (amidosulfurón) y Londax (bensulfurón -metilo).  Los derivados de las benzodiazepinas son los elementos estructurales fundamentales de los medicamentos CNS de vanguardia, como Librium (clordiazepóxido) y Valium (diazepam). Los derivados de piridina se encuentran tanto en los conocidos herbicidas Diquat como en los clorpirifos, y en los modernos insecticidas nicotinoides, como el imidacloprid. Incluso los pigmentos modernos, como los difenilpirazolopirazoles, las quinacridonas y los plásticos de ingeniería, como los polibenzimidazoles, las poliimidas y las resinas de triazina, exhiben una estructura N-heterocíclica. 

### Moléculas grandes
Las moléculas grandes, también llamadas de alto peso molecular, moléculas de HMW, son en su mayoría oligómeros o polímeros de moléculas pequeñas o cadenas de aminoácidos. Así, dentro de las ciencias farmacéuticas, los péptidos, proteínas y oligonucleótidos constituyen las categorías principales. Los péptidos y proteínas son oligómeros o policondensados de aminoácidos unidos entre sí por un grupo carboxamida. El umbral entre los dos es como a unos 50 aminoácidos. Debido a sus funciones biológicas únicas, una parte importante y creciente del descubrimiento y desarrollo de nuevos fármacos se centra en esta clase de biomoléculas. Sus funciones biológicas están determinadas por la disposición exacta o secuencia de diferentes aminoácidos en su composición.  Para la síntesis de péptidos, cuatro categorías de productos químicos finos, comúnmente denominados bloques de construcción de péptidos (PBB), son clave, a saber, aminoácidos (= materiales de partida), aminoácidos protegidos, fragmentos de péptidos y péptidos en sí mismos.  En el camino, los pesos moleculares aumentan de aproximadamente 10 2 a 104 y los precios unitarios de alrededor de $ 100 a $ 105 por kilogramo.  Sin embargo, solo una pequeña parte de la producción total de aminoácidos se utiliza para la síntesis de péptidos.  De hecho, el ácido L-glutámico, D, L-metionina, ácido L-aspártico y L-fenilalanina se utilizan en grandes cantidades como alimentos y aditivos para alimentos. Se comercializan unos 50 fármacos peptídicos. La cantidad de aminoácidos que forman un péptido específico varía ampliamente.  En el extremo inferior están los dipéptidos. Los medicamentos más importantes con un resto dipéptido (L-alanil-L-prolina) son los medicamentos cardiovasculares "-pril", como Alapril (lisinopril), Captoril (captopril), Novolac (imidapril) y Renitec (enalapril).  También el edulcorante artificial aspartamo (NL-α-aspartil-L-fenilalanina 1-metil éster) es un dipéptido.  En el extremo superior está la hirudina anticoagulante, MW ≈ 7000, que está compuesta por 65 aminoácidos. 
Además de los productos farmacéuticos, los péptidos también se utilizan para el diagnóstico y las vacunas.  El volumen de producción total (excluido aspartamo) de péptidos puros sintetizados químicamente es de aproximadamente 1500 kilogramos y las ventas se acercan a $ 500 millones en el nivel farmacéutico activo (API) y $ 10 mil millones en el nivel de fármaco terminado, respectivamente. La mayor parte de la producción de fármacos peptídicos, que comprende también la primera generación de fármacos contra el sida, los "... navires", se subcontrata a unos pocos fabricantes especializados en contratos, como Bachem, Suiza; Chengu GT Biochem, China; Compañía China de Péptidos, China; Lonza, Suiza, y Polypeptide, Dinamarca. 
Las proteínas son compuestos orgánicos de “peso molecular muy alto” (MW> 100,000), que consisten en secuencias de aminoácidos unidas por enlaces peptídicos.  Son esenciales para la estructura y función de todas las células vivas y virus y se encuentran entre las moléculas estudiadas más activamente en bioquímica.  Solo se pueden realizar mediante procesos biotecnológicos avanzados; Principalmente cultivos celulares de mamíferos.  Los anticuerpos monoclonales (mAb) prevalecen entre las proteínas de origen humano. Cerca de una docena de ellos están aprobados como productos farmacéuticos.  Los productos modernos importantes son EPO (Binocrit, NeoRecormon, eritropoyetina), Enbrel (etanercerpt), Remicade (infliximab); MabThera / Rituxin (rituximab) y Herceptin (trastuzumab). La PEGilación es un gran paso adelante con respecto a la administración de péptidos y proteínas. El método ofrece la doble ventaja de sustituir la inyección por administración oral y reducir la dosis y, por lo tanto, el costo del tratamiento. La empresa pionera en este campo es Prolong Pharmaceuticals, que ha desarrollado una eritropoyetina PEGilada (PEG-EPO). 
Los oligonucleótidos son una tercera categoría de moléculas grandes. Son oligómeros de nucleótidos, que a su vez están compuestos por un azúcar de cinco carbonos (ribosa o desoxirribosa ), una base nitrogenada (una pirimidina o una purina) y 1–3 grupos fosfato. El representante más conocido de un nucleótido es la coenzima ATP (trifosfato de adenosina), MW 507.2. Los oligonucleótidos se sintetizan químicamente a partir de fosforamiditas protegidas de nucleósidos naturales o modificados químicamente. El conjunto de la cadena de oligonucleótidos avanza en la dirección desde el extremo 3 'al 5' siguiendo un procedimiento denominado "ciclo sintético ". La finalización de un solo ciclo sintético da como resultado la adición de un residuo de nucleótido a la cadena en crecimiento. La longitud máxima de los oligonucleótidos sintéticos apenas supera los 200 componentes de nucleótidos. Desde su gama actual de aplicaciones en la investigación básica, así como en la validación de fármacos, el descubrimiento de fármacos y el desarrollo terapéutico, se prevé el uso potencial de oligonucleótidos en la terapia génica (fármacos antisentido), la prevención de enfermedades y la agricultura. 
Los conjugados anticuerpo-fármaco (ADC) constituyen una combinación entre moléculas grandes y pequeñas.  Las partes de pequeñas moléculas, hasta cuatro API diferentes, son fármacos citotóxicos muy potentes.  Están vinculados con un anticuerpo monoclonal, una molécula grande que tiene poco o ningún valor terapéutico en sí misma, pero que es extremadamente discriminatoria para sus objetivos, las células cancerosas. Los primeros ADC comercializados fueron el Formivirisen de Isis y, más recientemente, el Mylotarg de Pfizer (anteriormente Wyeth) (gemtuzumab ozogamicin).  Ejemplos de ADCs en fase III de desarrollo son Abbott ‘s / de Isis alicaforsen y Eli Lilly ‘s Aprinocarsen. 

## Tecnologías
Varias tecnologías clave se utilizan para la producción de productos químicos finos, incluyendo 
- Síntesis química, ya sea a partir de materias primas petroquímicas o de extractos de productos naturales.
- Biotecnología, para biocatálisis de moléculas pequeñas (métodos enzimáticos), biosíntesis (fermentación) y, para moléculas grandes, tecnología de cultivo celular.
- Extracción de animales, microorganismos o plantas; Aislamiento y purificación, utilizados, por ejemplo, para alcaloides, antibacterianos (especialmente penicilinas) y esteroides.
- La hidrólisis de proteínas, especialmente cuando se combina con cromatografía de intercambio iónico, se usa, por ejemplo, para aminoácidos

La síntesis química y la biotecnología son las más utilizadas; a veces también en combinación. 

### Síntesis química tradicional
Una gran caja de herramientas de reacciones químicas está disponible para cada paso de la síntesis de un producto químico fino.  La academia ha desarrollado las reacciones a escala de laboratorio en los últimos dos siglos y posteriormente se adaptó a escala industrial, por ejemplo, para la fabricación de colorantes y pigmentos.  Los manuales más completos que describen métodos sintéticos orgánicos son los Métodos de Transformaciones Moleculares.  Alrededor del 10% de los 26,000 métodos sintéticos descritos en el presente documento se utilizan actualmente a escala industrial para la producción de químicos finos. La aminación, condensación, esterificación, Friedel-Crafts, Grignard, halogenación (especialmente cloración) y la hidrogenación, respectivamente reducción (tanto catalítica como química) se mencionan con mayor frecuencia en los sitios web de compañías individuales.  Las cianohidrinas ópticamente activas, ciclopolimerización, líquidos iónicos, nitronas, oligonucleótidos, péptidos (tanto en fase líquida como en fase sólida), reacciones electroquímicas (por ejemplo, perfluoración) y síntesis de esteroides son promovidas por un número limitado de compañías. Con la excepción de algunas reacciones estereoespecíficas, particularmente la biotecnología, dominar estas tecnologías no representa una ventaja competitiva distintiva. La mayoría de las reacciones pueden llevarse a cabo en plantas multipropósito estándar. Las reacciones organometálicas muy versátiles (por ejemplo, conversiones con hidruro de litio y aluminio, ácidos borónicos) pueden requerir temperaturas tan bajas como -100 °C, que se puede lograr solo en unidades especiales de reacción criogénica, ya sea utilizando nitrógeno licuado como refrigerante o instalando una unidad de baja temperatura. Otros equipos específicos de reacción, como filtros para la separación de catalizadores, ozono o generadores de fosgeno, se pueden comprar en muchos tamaños diferentes. La instalación de equipos especiales generalmente no es un camino crítico en el proyecto global para desarrollar un proceso a escala industrial de una nueva molécula. 
Desde mediados de la década de 1990, la importancia comercial de los productos químicos finos de enantiómero único ha aumentado de manera constante. Constituyen aproximadamente la mitad de las API de fármacos existentes y de desarrollo. En este contexto, la capacidad de sintetizar moléculas quirales se ha convertido en una competencia importante.  Se utilizan dos tipos de procesos, a saber, la separación física de los enantiómeros y la síntesis específica estéreo, utilizando catalizadores quirales. Entre estos últimos, las enzimas y los tipos de BINAP sintéticos (2,2´ – Bis (difenilfosfino) –1,1´ – binaftil) se usan con mayor frecuencia.  Los procesos de gran volumen (> 103 mtpa) que utilizan catalizadores quirales incluyen la fabricación del ingrediente de perfume l-Menthol y Syngenta's Dual (metolaclor), así como los herbicidas Outlook (dimethenamid-P) de BASF.  Ejemplos de medicamentos originadores, que aplican tecnología asimétrica, son Nexium (esomeprazol) de AstraZeneca y Januvia (sitagliptina) de Merck & Co.  La separación física de las mezclas quirales y la purificación del enantiómero deseado pueden lograrse mediante la cristalización fraccionada clásica (con una imagen de "baja tecnología" pero aún ampliamente utilizada), llevada a cabo en equipos de usos múltiples estándar o mediante varios tipos de separación cromatográfica, como las técnicas de columna estándar, lecho móvil simulado (SMB) o fluido supercrítico (SCF). 
Para los péptidos se utilizan tres tipos principales de métodos, a saber, síntesis química, extracción de sustancias naturales y biosíntesis.  La síntesis química se utiliza para péptidos más pequeños compuestos de hasta 30 a 40 aminoácidos.  Se distingue entre síntesis de "fase líquida" y "fase sólida". En este último, los reactivos se incorporan en una resina que está contenida en un reactor o columna. La secuencia de síntesis comienza uniendo el primer aminoácido al grupo reactivo de la resina y luego agregando los aminoácidos restantes uno tras otro.  Para determinar una selectividad completa, los grupos amino deben protegerse por adelantado. La mayoría de los péptidos del desarrollo se sintetizan mediante este método, que se presta a la automatización. Como los productos intermedios que resultan de los pasos sintéticos individuales no se pueden purificar, una selectividad de efectivamente el 100% es esencial para la síntesis de moléculas de péptidos más grandes.  Incluso con una selectividad del 99% por paso de reacción, la pureza se reducirá a menos del 75% para un dekapéptido (30 pasos).  Por lo tanto, para cantidades industriales de péptidos, no se pueden obtener más de 10-15 péptidos de aminoácidos utilizando el método de fase sólida. Para cantidades de laboratorio, son posibles hasta 40. Para preparar péptidos más grandes, los fragmentos individuales se producen primero, se purifican y luego se combinan en la molécula final mediante síntesis en fase líquida.  Por lo tanto, para la producción del medicamento contra el sida Fuzeon (enfuvirtide) de Roche, tres fragmentos de 10-12 aminoácidos se producen primero por síntesis en fase sólida y luego se unen entre sí mediante síntesis en fase líquida. La preparación de todo el péptido de 35 aminoácidos requiere más de 130 pasos individuales. 
La tecnología de microrreactores (MRT), que forma parte de la "intensificación de procesos", es una herramienta relativamente nueva que se está desarrollando en varias universidades, así como en empresas líderes en química fina, como Bayer Technology Services, Alemania; Clariant, Suiza; Evonik-Degussa, Alemania; DSM, Países Bajos; Lonza, Suiza; PCAS, Francia, y Sigma-Aldrich, EE. UU.  La última empresa produce alrededor de 50 productos químicos finos hasta cantidades de varios kilogramos en microrreactores.  Desde un punto de vista tecnológico, MRT, también conocido como reactores de flujo continuo, representa el primer avance en el diseño de reactores desde la introducción del reactor de tanque agitado, que fue utilizado por Perkin & Sons, cuando establecieron una fábrica en las orillas de Lo que entonces era el Canal de Grand Junction en Londres en 1857 para producir Mauveïne, el primer tinte púrpura sintético de la historia.  Para una cobertura completa de la materia, consulte Micro Process Engineering.  Los ejemplos de reacciones que han funcionado en microrreactores incluyen oxidaciones de aromáticos, conversiones de diazometano, Grignards, halogenaciones, hidrogenaciones, nitraciones y acoplamientos de Suzuki.  Según los expertos en el campo, el 70% de todas las reacciones químicas podrían realizarse en microrreactores, sin embargo, solo el 10-15% están justificados económicamente. 
Con la excepción de algunas reacciones estereoespecíficas, particularmente la biotecnología, dominar estas tecnologías no representa una ventaja competitiva distintiva.  La mayoría de las reacciones pueden llevarse a cabo en plantas multipropósito estándar.  Los equipos específicos de reacción, como los generadores de ozono o fosgeno, están fácilmente disponibles. La instalación en general no es una ruta crítica en el proyecto general para desarrollar un proceso a escala industrial de una nueva molécula. 
Si bien se espera que la demanda general de productos químicos finos farmacéuticos subcontratados aumente moderadamente, las tasas de crecimiento anual estimadas para las tecnologías de nicho antes mencionadas son mucho más altas. Se espera que los microrreactores y la tecnología de separación SMB crezcan a una tasa de incluso 50 a 100% por año.  Sin embargo, el tamaño total del mercado accesible por lo general no supera unos pocos cientos de toneladas por año en el mejor de los casos. 

### Biotecnología
La biotecnología industrial, también llamada " biotecnología blanca", afecta cada vez más a la industria química, lo que permite tanto la conversión de recursos renovables, como el azúcar o los aceites vegetales, como la transformación más eficiente de las materias primas convencionales en una amplia gama de productos (por ejemplo, celulosa, etanol y ácido succínico ), productos químicos finos (por ejemplo, ácido 6-aminopenicilánico) y especialidades (por ejemplo, alimentos y aditivos para piensos). A diferencia de la biotecnología verde y roja, que se relaciona con la agricultura y la medicina, respectivamente, la biotecnología blanca permite la producción de productos existentes de una manera más económica y sostenible, por un lado, y brinda acceso a nuevos productos, especialmente biofarmacéuticos, por el otro lado. Se espera que los ingresos de la biotecnología blanca representen el 10%, o $ 250 mil millones, del mercado químico mundial de $ 2,500 mil millones para 2013. En diez a quince años se espera que la mayoría de los aminoácidos y vitaminas y muchos productos químicos especializados se produzcan mediante biotecnología. Se utilizan tres tecnologías de procesos muy diferentes: biocatálisis, biosíntesis (fermentación microbiana) y cultivos celulares. 
La biocatálisis, también conocida como biotransformación y bioconversión, utiliza enzimas aisladas naturales o modificadas, extractos de enzimas o sistemas de células completas para mejorar la producción de moléculas pequeñas. Tiene mucho que ofrecer en comparación con la síntesis orgánica tradicional. Las síntesis son más cortas, requieren menos energía y generan menos residuos y, por lo tanto, son más atractivas tanto desde el punto de vista ambiental como económico. Aproximadamente 2/3 de los productos quirales producidos a gran escala industrial ya se producen mediante biocatálisis. En la fabricación de productos químicos finos, las enzimas representan la tecnología más importante para la reducción radical de costos.  Este es particularmente el caso en la síntesis de moléculas con centros quirales.  Aquí, es posible sustituir la formación de una sal con un compuesto quiral, por ejemplo, (+) - α-feniletilamina, la cristalización, la ruptura de la sal y el reciclado del auxiliar quiral, dando como resultado un rendimiento teórico de no más del 50%. con una etapa, reacción de alto rendimiento en condiciones suaves y que resulta en un producto con un exceso enantiomérico muy alto (ee). Un ejemplo es AstraZeneca ‘s de drogas superproducción Crestor (rosuvastatina), véase la química / enzimática Síntesis de Crestor. 

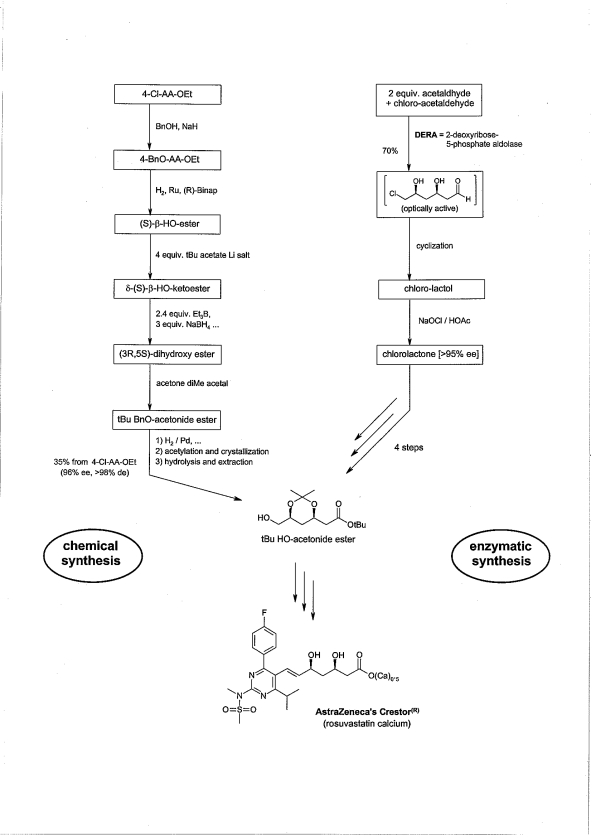
Síntesis química / enzimática de Crestor (rosuvastatina)

Otros ejemplos de medicamentos modernos, donde se utilizan las enzimas en la síntesis, son Lipitor (atorvastatin) de Pfizer, donde el pivote intermedio R-3-Hydroxy-4-cyanobutyrate ahora se hace con un nitrilase, y Merck & Co. Singulair (montelukast), donde la reducción de una cetona a S-alcohol, que había requerido cantidades estequiométricas de caro y sensible a la humedad "(-) - DIP cloruro" ahora se reemplaza por una etapa de catalizador de enzima cetoreductasa. En la síntesis de esteroides también se han logrado cambios gratificantes similares de pasos químicos a enzimáticos. Por lo tanto, ha sido posible reducir el número de pasos necesarios para la síntesis de Dexamethasone de bilis de 28 a 15.  as enzimas difieren de los catalizadores químicos, particularmente con respecto a la estereoselectividad, la regioselectividad y la quimioselectividad. También pueden modificarse ("reorganizarse") para reacciones específicas, para uso en síntesis química. Las “enzimas inmovilizadas” son aquellas fijadas sobre soportes sólidos. Se pueden recuperar por filtración una vez completada la reacción.  El equipo de planta convencional se puede usar sin adaptaciones, o solo modestas. La Unión Internacional de Bioquímica y Biología Molecular (IUBMB) ha desarrollado una clasificación para las enzimas. Las categorías principales son Oxidorreductasas, Transferasas, Hidrolasas, Lipasas (subcategoría), Liasas, Isomerasas y Ligasas. Las empresas especializadas en la fabricación de enzimas son Novozymes, Danisco (Genencor). Codexis es el líder en la modificación de enzimas a reacciones químicas específicas. Los productos químicos de mayor volumen producidos por biocatálisis son el bioetanol (70 millones de toneladas métricas), el jarabe de maíz con alto contenido de fructosa (2 millones de toneladas métricas); acrilamida, ácido 6-aminopenicilánico (APA), L-lisina y otros aminoácidos, ácido cítrico y niacinamida (todos más de 10,000 toneladas métricas). 
La biosíntesis, es decir, la conversión de materiales orgánicos en sustancias químicas finas por microorganismos, se utiliza para la producción de moléculas pequeñas (que utilizan enzimas en sistemas de células enteras) y moléculas grandes no glicosiladas, menos complejas, que incluyen péptidos y proteínas más simples. La tecnología se ha utilizado durante 10.000 años para producir productos alimenticios, como bebidas alcohólicas, queso, yogur y vinagre. En contraste con la biocatálisis, un proceso biosintético no depende de los productos químicos como materiales de partida, sino solo de materias primas naturales baratas, como la glucosa, para servir como nutriente para las células.  Los sistemas enzimáticos activados en la cepa particular del microorganismo conducen a la excreción del producto deseado en el medio o, en el caso de péptidos y proteínas HMW, a la acumulación dentro de los llamados cuerpos de inclusión en las células.  Los elementos clave del desarrollo de la fermentación son la selección y optimización de cepas, así como el desarrollo de medios y procesos.  Las plantas dedicadas se utilizan para la producción industrial a gran escala.  Como la productividad del volumen es baja, los biorreactores, llamados fermentadores, son grandes, con volúmenes que pueden superar los 250 m³.  El aislamiento del producto se basaba previamente en la extracción de gran volumen del medio que contenía el producto.  Las tecnologías modernas de aislamiento y membrana, como la ósmosis inversa, la ultrafiltración y la nanofiltración, o la cromatografía de afinidad pueden ayudar a eliminar sales y subproductos, y concentrar la solución de manera eficiente y respetuosa con el medio ambiente en condiciones suaves.  La purificación final se logra a menudo mediante procesos de cristalización química convencionales.  En contraste con el aislamiento de moléculas pequeñas, el aislamiento y la purificación de proteínas microbianas es tedioso y con frecuencia involucra una serie de costosas operaciones cromatográficas a gran escala.  Ejemplos de productos LMW de gran volumen fabricados por modernos procesos industriales biosintéticos microbianos son el glutamato monosódico (MSG), la vitamina B2 (riboflavina) y la vitamina C (ácido ascórbico).  En la vitamina B2, riboflavina, el proceso sintético original de seis a ocho pasos a partir del ácido barbitúrico se ha sustituido completamente por un proceso microbiano de un solo paso, lo que permite una reducción del 95% de los desechos y una reducción de aproximadamente el 50% en los costos de fabricación.  En el ácido ascórbico, el proceso de cinco pasos (rendimiento ≈ 85%) a partir de D-glucosa, inventado originalmente por Tadeus Reichstein en 1933, se está sustituyendo gradualmente por un proceso de fermentación más directo con ácido 2-cetoglucónico como intermedio pivote.  Después del descubrimiento de la penicilina en 1928 por Sir Alexander Fleming de las colonias de la bacteria Staphylococcus aureus, pasó más de una década antes de que se desarrollara una forma en polvo del medicamento.  Desde entonces, muchos más antibióticos y otros metabolitos secundarios se han aislado y fabricado por fermentación microbiana a gran escala.  Algunos antibióticos importantes además de la penicilina son las cefalosporinas, la azitromicina, la bacitracina, la gentamicina, la rifamicina, la estreptomicina, la tetraciclina y la vancomicina. 
Cultivos celulares Las células animales o vegetales, extraídas de los tejidos, continuarán creciendo si se cultivan bajo los nutrientes y condiciones adecuados.  Cuando se lleva a cabo fuera del hábitat natural, el proceso se denomina cultivo celular. La fermentación de cultivos de células de mamíferos, también conocida como tecnología de ADN recombinante, se utiliza principalmente para la producción de proteínas terapéuticas de moléculas grandes complejas, también conocidas como productos biofarmacéuticos.  Los primeros productos fabricados fueron interferón (descubierto en 1957), insulina y somatropina. Las líneas celulares usadas comúnmente son células de ovario de hámster chino (CHO) o cultivos de células vegetales.  Los volúmenes de producción son muy pequeños. Superan los 100 kg por año para solo tres productos: Rituxan ( Roche-Genentech ), Enbrel ( Amgen y Merck & Co. [anteriormente Wyeth]) y Remicade (Johnson & Johnson). La producción de químicos finos por el cultivo de células de mamíferos es una operación mucho más exigente que la biocatálisis y la síntesis convencionales. El lote de biorreactores requiere controles más estrictos de los parámetros operativos, ya que las células de los mamíferos son sensibles al calor y al cizallamiento; Además, la tasa de crecimiento de las células de mamíferos es muy lenta, y puede durar desde varios días hasta varios meses.  Si bien existen diferencias sustanciales entre las tecnologías microbianas y de mamíferos (por ejemplo, las relaciones de volumen / valor son 10 $/kg y 100 toneladas para microbios, 1,000,000 $/kg y 10 kilogramos para tecnología de mamíferos; los tiempos de ciclo son 2–4 y 10– 20 días, respectivamente), son aún más pronunciadas entre la tecnología química de mamíferos y sintética (ver Tabla 1). 
|                                                                     |                                                                     | Tecnología de células de mamíferos                                    | Tecnología química                         |
| ------------------------------------------------------------------- | ------------------------------------------------------------------- | --------------------------------------------------------------------- | ------------------------------------------ |
| Volumen mundial del reactor                                         | Volumen mundial del reactor                                         | ≈ 3000 m³ (fermentadores)                                             | ≈ 80,000 m³                                |
| Inversión por m³ volumen de reactor                                 | Inversión por m³ volumen de reactor                                 | ≈ $ 5 millones                                                        | ≈ $ 500,000                                |
| Producción por m³ volumen de reactor y año.                         | Producción por m³ volumen de reactor y año.                         | varios 10 kg                                                          | varios 1000 kg                             |
| Ventas por m³ volumen de reactor y año.                             | Ventas por m³ volumen de reactor y año.                             | ≈ $ 5 - 10 millones                                                   | ≈ $ 250,000 - 500,000                      |
| Valor de 1 lote                                                     | Valor de 1 lote                                                     | ≈ $ 5 millones (fermentador de 20,000 litros)                         | ≈ $ 500,000                                |
| Concentración del producto en la mezcla de reacción.                | Concentración del producto en la mezcla de reacción.                | ≈ 2 - 6 (-10) g / Litro                                               | ≈ 100 g / Litro (10%)                      |
| Tiempo de reacción típico                                           | Tiempo de reacción típico                                           | ≈ 20 días                                                             | ≈ 6 horas                                  |
| Tiempo de desarrollo del proceso                                    | Tiempo de desarrollo del proceso                                    | ≈ 3 años (un paso)                                                    | 2 - 3 meses por paso                       |
| Proyectos de expansión de capacidad                                 | Proyectos de expansión de capacidad                                 | muchos, duplicando la capacidad real                                  | pocos, principalmente en el Lejano Oriente |
| Reglas de gobierno                                                  | Reglas de gobierno                                                  | cGMP, BLA [Solicitud de licencia biológica (específico del producto)] | cGMP, ISO 14000                            |
| Factor de escalado (1er proceso de laboratorio a escala industrial) | Factor de escalado (1er proceso de laboratorio a escala industrial) | ≈ 10 9 (μg → 1 tonelada)                                              | ≈ 10 6 (10 g → 10 toneladas)               |
| Tiempo de construcción de la planta                                 | Tiempo de construcción de la planta                                 | 4 - 6 años                                                            | 23 años                                    |
| parte de la subcontratación                                         | Etapa temprana                                                      | 55%                                                                   | 25% de la producción química.              |
| parte de la subcontratación                                         | comercial                                                           | 20%                                                                   | 45% de la producción química.              |

El proceso de producción de células de mamíferos, tal como se utiliza para la mayoría de los productos biofarmacéuticos, se divide en los cuatro pasos principales: (1) Cultivo, es decir, reproducción de las células; (2) Fermentación, es decir, la producción real de la proteína, generalmente en biorreactores de 10,000 litros, o múltiples; (3) Purificación, es decir, separación de las células del medio de cultivo y purificación, principalmente mediante cromatografía, (4) Formulación, es decir, conversión de las proteínas sensibles en una forma estable.  Todos los pasos están totalmente automatizados.  La baja productividad de la cultura animal hace que la tecnología sea cara y vulnerable a la contaminación.  En realidad, como una pequeña cantidad de bacterias pronto superaría a una población más grande de células animales. Sus principales desventajas son el bajo volumen de productividad y la procedencia animal.  Es concebible que otras tecnologías, particularmente la producción de células vegetales, ganarán importancia en el futuro. Dadas las diferencias fundamentales entre las dos tecnologías de proceso, las plantas para tecnologías de cultivo de células de mamíferos deben construirse ex novo. 
A continuación se enumeran los pros y los contras de la participación de una compañía química fina en la tecnología de cultivo celular: 
Pros: 
- Fuerte crecimiento de la demanda: en la actualidad, los productos biofarmacéuticos representan alrededor de $ 55 a $ 80 mil millones, o el 15% del mercado farmacéutico total.  Están creciendo en un 15% por año, es decir, tres veces más rápido que los medicamentos de LMW y se espera que superen el umbral de $ 150 mil millones por año para 2015.  Si bien solo uno de los diez medicamentos más importantes del mundo era biofarmacéutico en 2001, el número aumentó a cinco en 2010 (ver tabla 6) y se espera que aumente a ocho en 2016[13] (ver tabla 2).

- La probabilidad de desarrollar con éxito un nuevo biofarmacéutico es significativamente mayor que en el desarrollo tradicional de medicamentos. El 25% de los productos biofarmacéuticos que ingresan a la Fase I del proceso regulatorio finalmente reciben la aprobación.  La cifra correspondiente a los medicamentos convencionales es inferior al 6%.
- La tradicionalmente grande cuota de outsourcing.
- Pequeño número de fabricantes personalizados con capacidades de fabricación a escala industrial en esta tecnología exigente.  En el hemisferio occidental, principalmente Boehringer-Ingelheim de Alemania y Lonza de Suiza; en el hemisferio oriental, Nicholas Piramal de India (a través de la adquisición de una antigua operación Avecia) y las empresas conjuntas entre AutekBio y Beijing E-Town Harvest International en China y entre Biocon en India y Celltrion en Corea del Sur.
- La misma categoría de clientes: ciencias de la vida, especialmente la industria farmacéutica.
- Tipos de negocios similares: fabricación personalizada de medicamentos patentados; Oportunidades para versiones genéricas, llamadas biosimilares.
- Ambiente regulatorio similar: regulaciones de la FDA, especialmente GMP.
- Se puede utilizar la infraestructura existente (utilidades, etc.).

Contras: 
- Altas barreras de entrada debido a la exigente tecnología.  La construcción de una planta a gran escala para la producción de productos biofarmacéuticos mediante fermentación de cultivos celulares cuesta alrededor de $ 500 millones y lleva de cuatro a seis años.
- Como las especificaciones de la planta y los tipos de proceso para productos biofarmacéuticos difieren sustancialmente de la síntesis química tradicional, no se pueden producir en plantas químicas finas de usos múltiples convencionales.
- Alta exposición financiera: (1) alta intensidad de capital ("se necesitan inversiones masivas en un momento en que las posibilidades de éxito son todavía muy bajas" y (2) el riesgo de fallas en los lotes ( contaminación ).
- A diferencia de las nuevas empresas biofarmacéuticas, las grandes compañías biofarmacéuticas emergentes están adoptando la misma política de externalización oportunista que las grandes compañías farmacéuticas.  Por lo tanto, Amgen, Biogen Idec, Eli Lilly, Johnson & Johnson (J&J), Medimmune, Novartis, Roche/Genentech y Pfizer están invirtiendo fuertemente en la capacidad de fabricación interna.  Con tres plantas en los EE. UU., dos en Japón y una en Alemania y Suiza, Roche tiene la mayor capacidad de producción.
- Los nuevos desarrollos en sistemas de expresión para la tecnología de células de mamíferos y plantas podrían reducir sustancialmente los requisitos de capacidad.  En realidad, el título en la producción de mamíferos a gran escala, en realidad 2–3 gramos / litro. se espera que se duplique a 5-7 para el año 2015 y una vez más a 10 para el año 2020.  Además, la aplicación generalizada de "tecnología desechable de bioprocesamiento desechable", considerada por los expertos como "el zumbido más caliente de la ciudad".  Sustituye ventajosamente a los trenes de producción de acero inoxidable, al menos a las campañas de producción corta.
- Están surgiendo nuevos sistemas de producción transgénicos. Ellos (por ejemplo, los sistemas de expresión de musgo, lemna, hongos o levaduras transgénicos, animales y plantas transgénicas, como las plantas de tabaco, tienen el potencial de ser económicamente e industrialmente exitosos.
- La legislación y la regulación de la biotecnología aún no están bien definidas y conducen a diferencias en la interpretación y otras incertidumbres. En los EE. UU., la legislación aún no se aplica a los biosimilares, la contraparte genérica de los genéricos en los productos farmacéuticos de pequeñas moléculas.

Los riesgos inherentes de la tecnología de células de mamíferos llevaron a varias compañías a optar por abandonar la tecnología de células de mamíferos o a reducir sustancialmente su participación.  Los ejemplos son Cambrex y Dowpharma en los Estados Unidos, Avecia, DSM y Siegfried en Europa y WuXi App Tech en China. En conclusión, la biocatálisis debe ser, o convertirse, en parte de la caja de herramientas tecnológicas de cualquier empresa de química fina. La fermentación del cultivo de células de mamíferos, por otro lado, debe ser considerada solo por grandes compañías de química fina con un cofre de guerra completo y una orientación estratégica a largo plazo.

## Industria
Dentro del universo químico, la industria química fina se posiciona entre la mercancía, sus proveedores y las industrias químicas especializadas, sus clientes.  Dependiendo de los servicios ofrecidos, hay dos tipos de compañías de química fina.  Las empresas de química fina son activas en la producción a escala industrial, tanto de productos estándar como exclusivos. Si esta última prevalece, se les conoce como Organizaciones de Fabricación de Productos Químicos Finos / Personalizados (CMO). Los principales activos de las Organizaciones de Investigación por Contrato (CRO) son sus laboratorios de investigación. CRAMS; las organizaciones de investigación por contrato y de fabricación son híbridos (ver sección 4.2). 

### Empresas de Fabricación de Productos Químicos Finos / Personalizados
Las empresas de manufactura de productos químicos finos / productos químicos en el sentido más estricto son activos en la ampliación de procesos, la producción en planta piloto (de prueba), la fabricación y comercialización exclusiva y no exclusiva a escala industrial.  Sus carteras de productos comprenden productos exclusivos, producidos por fabricación a medida, como actividad principal, productos no exclusivos, por ejemplo,  API-para Genéricos, y productos estándar.  Las características son alta intensidad de activos, producción por lotes en campañas en plantas multipropósito, gastos de I+D promedio por encima de la industria y relaciones cercanas, multinivel y multifuncionales con clientes industriales.  La industria está muy fragmentada. 2000 - 3000 empresas de química fina existen en todo el mundo, que se extienden desde pequeñas empresas "de tipo garaje" en China que hacen solo un producto hasta las grandes empresas diversificadas, resp. unidades. La razón principal de la fragmentación es la falta de economía de escala (ver más abajo). 
La industria está sujeta a un alto grado de regulación incluso más que la industria química en general, especialmente si se trata de la producción de productos químicos de calidad farmacéutica.  Las autoridades reguladoras más importantes son la Administración de Medicamentos y Alimentos (EE. UU.) Y la Administración Estatal de Medicamentos y Alimentos (SFDA) (en China), respectivamente.  Sus principales responsabilidades incluyen formular políticas de supervisión integrales (" Buenas prácticas de fabricación ") y controlar la implementación, estar a cargo del registro de medicamentos, establecer criterios para la autorización de comercialización y formular listas nacionales de medicamentos esenciales.  El corresponsal europeo es la Agencia Europea de Medicamentos (EMEA), que es un hombre responsable de la evaluación científica de los medicamentos desarrollados por las compañías farmacéuticas para su uso en la Unión Europea.  El rol de REACH (Registro, Evaluación, Autorización y Restricción de Productos Químicos) se explica por sí mismo.  La Farmacopea de los Estados Unidos codifica los estándares de calidad para los ingredientes farmacéuticos activos.  Dado que estos estándares se observan en todo el mundo, también contribuyen a la aparición de una organización mundial uniforme de las compañías de productos químicos finos de primer nivel.  En términos de tamaño, recursos y complejidad de las tecnologías de proceso químico dominadas, las compañías de química fina pueden dividirse en tres segmentos, cada uno de los cuales representa aproximadamente el mismo volumen de negocios, es decir, aproximadamente $ 10 mil millones.  El nivel superior, alrededor de veinte, tiene ventas en exceso de $ 250 millones por año (consulte la Tabla 3).  La mayoría no son jugadores puros, sino divisiones o negocios de grandes compañías multinacionales.  Su participación varía entre el uno por ciento o menos para BASF y Pfizer, hasta el 100% para Cambrex, EE. UU .; Laboratorios de Divi, India, y FIS Italia. Todos tienen recursos extensos en términos de químicos y otros especialistas, plantas, conocimiento de procesos, integración hacia atrás, presencia internacional, etc. 
| | Empresa                                | Ubicación        | Ventas 2009 ($ millones) | Unidad FC                         | Ventas 2009 ($ millones) | Observaciones                                      |
| --- | -------------------------------------- | ---------------- | ------------------------ | --------------------------------- | ------------------------ | -------------------------------------------------- |
| 1 | Lonza                                  | Switz.           | 2600                     | Personalizado. Manuf.             | 1370                     | HMW / LMW ~ 55/45                                  |
| 2 | Boehringer Ingelheim                   | Alemania         | 18,300                   | Fine Chem. 1                      | 950                      | HMW / LMW = 84/16                                  |
| 3 | DSM                                    | Los países bajos | 11,300                   | Fine Chem. 1                      | 850 aE                   |                                                    |
| 4 | Sumitomo productos químicos            | Japón            | 17,420                   | Fine Chem. 1                      | 730                      | incl. algunos aditivos poliméricos                 |
| 5 | Merck KGaA                             | Alemania         | 11.200                   | Soluciones de ciencias de la vida | 580                      | # 1 en cristales líquidos.                         |
| 6 | Sigma-Aldrich                          | Estados Unidos   | 2148                     | SAFC                              | 570 E                    |                                                    |
| 7 | BASF                                   | Alemania         | 73,000                   | Fine Chem. 1                      | 550 2E                   | incl. algunos excipientes                          |
| 8 | CSPC Shijiazhuang Pharmaceutical Group | China            | 1500                     | Fine Chem. 1                      | 550 E                    | API-for-Generics, por ejemplo VIH / sida, sartanes |
| 9 | Lanxess                                | Alemania         | 7280                     | Saltigo                           | 550 E                    | ao agroquímicos                                    |
| 10 | Albemarle                              | Estados Unidos   | 2005                     | Fine Chem. 1                      | 500 2                    | ao ibuprofeno                                      |
| Total Top Ten | Total Top Ten                          | Total Top Ten    | Total Top Ten            | Total Top Ten                     | ~ 7200                   |                                                    |
| 1 según la definición del autor 2 parte de las ventas no se derivan de productos químicos finos, por ejemplo, genéricos, catalizadores, excipientes E Estimación del autor (no cifras publicadas por la empresa) HMW, alto peso molecular, LMW, productos químicos finos de bajo peso molecular 11.-20 .: Organosys jubilosos. India, 800 E / 470; Dr. Reddy's, India, 1370/370; Evonik-Degussa, Alemania, 18.900 / 350 E; Johnson Matthey, Reino Unido 12,500 / 350; Aurobinda, India 665/340; NCPC, North China Pharmaceutical, China, 718/300 E; Laboratorios de Divi, India, 250/250; Pfizer, EE. UU., 50,000 / 250 E; Cambrex, EE. UU., 235/235; FIS, Italia, 230/230 ∑11-20 ~ 2,900 millones; -201-20 ~ $ 10,000 millones nota: el primer número se refiere a las ventas totales, el segundo a las ventas de químicos finos. Ambos están en $ millones |                                        |                  |                          |                                   |                          |                                                    |

Los ingresos combinados de las 20 principales compañías de química fina ascendieron a $ 10 mil millones en 2009, lo que representa aproximadamente el 30% de la cifra para toda la industria.  Las empresas líderes suelen ser divisiones de grandes empresas químicas diversificadas.  En cuanto a la geografía, 9 de los 20 principales se encuentran en Europa, que es reconocida como la cuna de la industria química fina.  Este es, por ejemplo, el caso de la compañía número 1 del mundo, Lonza, con sede en Basilea.  Suiza.  La fabricación a medida prevalece en el norte de Europa; la fabricación de sustancias activas para genéricos, en el sur de Europa.  La segunda área geográfica más grande es Asia, que alberga a 7 de los 20 principales.  Con 4 grandes empresas, el ranking de Estados Unidos es el último. 
Mientras que la industria farmacéutica europea y estadounidense constituye la principal base de clientes para la mayoría de las compañías de química fina, algunas tienen una parte importante de productos y servicios para la industria agroquímica. Los ejemplos son Archimica, CABB, Saltigo (toda Alemania), DSM (Países Bajos) y Hikal, India.  Varias grandes compañías farmacéuticas comercializan productos químicos finos como actividad subsidiaria de su producción para uso cautivo, por ejemplo,  Abbott, Estados Unidos; Bayer Schering Pharma, Boehringer-Ingelheim ,Alemania; Daiichi-Sankyo (después de la adquisición de Ranbaxy ), Japón; Johnson & Johnson, USA; Merck KGaA, Alemania; Pfizer (anteriormente Upjohn). Las grandes compañías de química fina, en contraste con las medianas y pequeñas, se caracterizan por 
- Una falta de economía en tamaño. Como la mayoría de los productos químicos finos se producen en cantidades de no más de unas 10 toneladas por año en plantas multipropósito, hay poca o ninguna economía de tamaño.  Los trenes de reactores de estas plantas son similares en toda la industria (ver tren de producción de una planta de usos múltiples).  Independientemente del tamaño de las empresas, sus constituyentes principales, los recipientes de reacción, tienen un tamaño medio de 4 a 6 m 3.  Se realizan diversos productos a lo largo de un año en campañas.  Por lo tanto, el costo unitario por m 3 por hora prácticamente no varía con el tamaño de la empresa.
- Una dicotomía entre propiedad y gestión. Las acciones de la compañía se cotizan en las bolsas de valores y su desempeño es examinado por la comunidad financiera.  El aplazamiento de un solo envío importante puede afectar un resultado trimestral.  En las pequeñas y medianas empresas, los propietarios suelen ser los principales accionistas, a menudo miembros de la misma familia. Sus acciones no se negocian públicamente y las fluctuaciones en su desempeño financiero se pueden afrontar más fácilmente.
- Procesos de negocio complicados. La flexibilidad y la capacidad de respuesta están en peligro.  Las quejas de los clientes, por ejemplo, son difíciles de resolver de una manera directa.
- Una cartera heterogénea de pequeñas empresas, acumulada a lo largo del tiempo a través de actividades de fusiones y adquisiciones.  Las funciones clave, como producción, I + D y M&S, se encuentran en diferentes sitios, a menudo en diferentes países.
- Una convivencia con otras unidades.

Se puede encontrar una lista completa de alrededor de 1400 empresas de química fina (incluidos los comerciantes) en el "catálogo de eventos" de la exposición CPhI.
El segundo nivel consta de varias docenas de empresas medianas con ventas en el rango de $ 100 a $ 250 millones por año.  Sus carteras comprenden tanto fabricación personalizada como API-for-genéricos.  Incluyen tanto a los independientes como a las subsidiarias de las principales empresas.  Algunas de estas compañías son de propiedad privada y han crecido principalmente al reinvertir las ganancias.  Ejemplos son Bachem, Suiza; Dishman, India; FIS y Poli Industria Chimica, Italia; Hikal, India, y Hovione, Portugal.  Los clientes prefieren hacer negocios con empresas medianas, ya que las comunicaciones son más fáciles (generalmente tratan directamente con quienes toman las decisiones) y pueden aprovechar mejor su poder de compra.  El tercer nivel incluye miles de pequeños independientes con ventas por debajo de $ 100 millones por año.  La mayoría de ellos se encuentran en Asia.  A menudo se especializan en tecnologías de nicho.  El tamaño mínimo económico de una empresa química fina depende de la disponibilidad de infraestructura.  Si una empresa está ubicada en un parque industrial, donde se encuentran servicios analíticos; Los servicios de utilidades, seguridad, salud y medio ambiente (SHE) y almacenamiento están disponibles, prácticamente no hay límite inferior.  En los últimos años, han entrado en funcionamiento nuevas plantas de productos químicos finos, principalmente en los países del Lejano Oriente.  Su tasa de rotación anual rara vez supera los $ 25 millones.  Todas las compañías grandes y medianas de productos químicos finos tienen plantas compatibles con GMPI que son adecuadas para la producción de productos químicos finos farmacéuticos.  Con la excepción de los productos biofarmacéuticos, que son fabricados por solo unas pocas compañías seleccionadas de química fina (ver sección 3.2.2), las cajas de herramientas tecnológicas de todas estas compañías son similares.  Esto significa que pueden llevar a cabo prácticamente todo tipo de reacciones químicas.  Se diferencian en función de la amplitud y la calidad de la oferta de servicios. 

### Contrato de organizaciones de investigación
Las organizaciones de investigación por contrato (CRO) brindan servicios a las industrias de ciencias de la vida a lo largo del desarrollo de productos.  Hay más de 2000 CRO operando en todo el mundo, lo que representa ingresos de más de $ 20 mil millones.  Se distingue entre CRO "Producto" y "Paciente".  Mientras que los sitios de producción de los CMO son plantas multipropósito, que permiten la producción de decenas a cientos de toneladas de productos químicos finos, los lugares de trabajo de los CRO de los pacientes son las personas de prueba (voluntarios) para los ensayos clínicos y los productos CRO son el laboratorio. bancos  Los principales clientes de los servicios de CRO son las grandes compañías farmacéuticas globales.  Solo media docena de compañías ( Pfizer, GlaxoSmithKline, Sanofi-Aventis, AstraZeneca, Johnson & Johnson y Merck & Co. ) Absorben alrededor de un tercio de todos los gastos de CRO.  En cuanto a los CMO, también para los CRO, las empresas de creación de biotecnología con su dicotomía entre programas ambiciosos de desarrollo de medicamentos y recursos limitados son las segundas perspectivas más prometedoras.  Los CRO de productos (CRO químicos) brindan principalmente servicios de preparación de muestras, investigación de procesos y desarrollo.  Existe una superposición entre estas últimas y las OCM con respecto a las plantas piloto (100   cantidades en kg), que forman parte del arsenal de ambos tipos de empresa.  Hay más de 100 productos CROs.  La mayoría de ellos son de propiedad privada y tienen ingresos de $ 10 a $ 20 millones por año o menos, sumando un total de negocios en el rango de $ 1.5 a $ 2 mil millones.  Sus tareas se describen en el Capítulo 5, Ejemplos de son: 
- En América del Norte: Alphora; Delmar; NAEJA, todo el Canadá.  AMRI; Aptuit; Cambridge Major; ChemBridge; Inocente Irix Pharmaceuticals, PharmEco, todos los Estados Unidos.
- En Europa: Carbogen-Amcis, Suiza; Chemcomm, Alemania; ChemDiv, Rusia; Clauson-Kaas, Dinamarca; Enamine Ltd, Ucrania; Girindus, Alemania; Ciencias Médicas Nerviano, Italia; Recipharm, Suecia; Serichim, Italia; Solvias, Suiza, Países Bajos.
- En Asia: BioDuro, Medicilon, Pharmaron; WuXi AppTec, toda China; Acoris; Aptuit Laurus; Biocon / Syngene; Chembiotek; Chempartner; ProCitius, toda la India; Instituto NARD, Riken, ambos Japón.

El negocio de los CRO generalmente se realiza a través de un acuerdo de "pago por servicio".  Contrariamente a las compañías de fabricación, la facturación de los CRO no se basa en el precio unitario del producto, sino en los equivalentes a tiempo completo (FTE), es decir, el costo de un científico que trabaja un año en una asignación de cliente determinada. Las empresas que ofrecen servicios de investigación y fabricación por contrato (CRAMS) combinan las actividades de los CRO y los CMO.  Su historia es una integración hacia adelante de un CRO, que agrega capacidades de escala industrial o integración hacia atrás de un CMO.  Como solo hay sinergias limitadas (p. Ej.,> 90% de los proyectos finalizan en la etapa de preparación de la muestra).  Sin embargo, es cuestionable si las ventanillas únicas realmente satisfacen una necesidad.  En realidad, las grandes compañías de química fina consideran la preparación de muestras más como una herramienta de marketing (y gasto ...) en lugar de un contribuyente de ganancias. 
Las ofertas de los CRO de pacientes (CRO clínicos) comprenden más de 30 tareas que abordan la parte clínica del desarrollo farmacéutico en la interfaz entre medicamentos, médicos, hospitales y pacientes, como el desarrollo clínico y la selección de nuevos compuestos farmacológicos líderes.  Como los ensayos clínicos representan el mayor gasto en investigación farmacéutica, el mercado para los CRO de pacientes es mayor que para sus contrapartes de productos.  Así, las ventas de las firmas de primer nivel, Charles River Laboratories, Covance, Parexel, PPD, Quintiles Transnational, todos los EE. UU. Y TCG Lifescience, India; están en el rango de $ 1 a $ 2 mil millones, mientras que los CRO de productos más grandes tienen ingresos de unos 100 millones de dólares. 

## Investigación y desarrollo
El énfasis general de la I + D química fina está más en el desarrollo que en la investigación.  Las tareas principales son (1) diseñar, duplicar y adaptar, respectivamente, en caso de fabricación personalizada, y desarrollar procedimientos de laboratorio para nuevos productos o procesos; (2) transferir los procesos del laboratorio a través de la planta piloto a la escala industrial (el factor de escalamiento de una muestra de 10 g a un lote de 1 tonelada es de 100.000); y (3) optimizar los procesos existentes.  En todo momento durante este curso de acción, se debe garantizar que se observen las cuatro restricciones críticas, a saber, economía, tiempo, seguridad, ecología y sostenibilidad.  Los gastos en I + D en la industria química fina son más altos que en la industria de productos básicos.  Representan alrededor del 5-10% en comparación con el 2-5% de las ventas.  En el aspecto comercial, la innovación de productos debe avanzar a un ritmo más rápido, porque los ciclos de vida de los productos químicos finos son más cortos que los de los productos básicos.  Por lo tanto, existe una necesidad continua de sustitución de productos obsoletos.  En el aspecto técnico, la mayor complejidad de los productos y los requisitos reglamentarios más estrictos absorben más recursos.  Se han propuesto muchos parámetros económicos y técnicos para permitir una evaluación significativa de proyectos individuales y carteras de proyectos.  Los ejemplos son el atractivo, el ajuste estratégico, la innovación, el valor actual bruto / neto, los beneficios esperados, los gastos de I + D, la etapa de desarrollo, la probabilidad de éxito, el ajuste de tecnología, los posibles conflictos con otras actividades de la empresa y el tiempo de realización.  La mayoría de estos parámetros no se pueden determinar cuantitativamente, al menos durante las fases iniciales de un proyecto.  La mejor manera de aprovechar una cartera de proyectos es desarrollarla y utilizarla de forma iterativa.  Al comparar las entradas a intervalos regulares, por ejemplo, cada 3 meses, se pueden visualizar las instrucciones que toman los proyectos.  Si persiste una tendencia negativa con un proyecto en particular, el proyecto debe ponerse en la lista de observación. 

### Los objetivos
I+D tiene que gestionar las siguientes funciones para prestar los servicios solicitados: Literatura e Investigación de Patentes. Se deben hacer provisiones para un examen periódico de todos los resultados de investigación adquiridos para salvaguardar los Derechos de Propiedad Intelectual (DPI) y determinar si se indican las solicitudes de patente. La investigación de patentes es particularmente importante para evaluar la viabilidad de asumir I + D para nuevas API para genéricos. Process Research tiene que diseñar nuevas rutas y secuencias sintéticas. Dos enfoques son factibles. Para moléculas simples, el enfoque de "abajo hacia arriba" es el método de elección.  El investigador convierte un material de partida disponible comercialmente y agrega más reactivos de forma secuencial hasta que se sintetiza la molécula diana.  Para moléculas más complejas, se elige un enfoque “de arriba hacia abajo”, también conocido como síntesis retro o des-construcción. Los fragmentos clave de la molécula diana se identifican primero, luego se sintetizan individualmente y finalmente se combinan para formar la molécula deseada a través de la síntesis convergente. El desarrollo de procesos se centra en el diseño de nuevas rutas sintéticas, eficientes, estables, seguras y escalables hacia un producto químico fino objetivo. Representa un vínculo esencial entre la investigación de procesos y la producción comercial.  La descripción del "proceso base" resultante proporciona los datos necesarios para la determinación de las materias primas preliminares y las especificaciones del producto, la fabricación de cantidades semicomercial en la planta piloto, la evaluación del impacto ecológico, las presentaciones reglamentarias y la transferencia de tecnología para la fabricación a nivel industrial. escala, y una estimación de los costos de fabricación en una planta a escala industrial. Si el cliente proporciona el proceso base como parte de la transferencia de tecnología, el proceso, la investigación debe optimizarlo para que pueda transferirse al laboratorio a escala de laboratorio o planta piloto.  Además, tiene que adaptarse a las características específicas de los trenes de producción disponibles. Laboratorio a escala de banco, laboratorio de kg y desarrollo de plantas piloto.  Dependiendo de los requisitos de volumen, se utilizan tres tipos diferentes de equipos para la investigación, desarrollo y optimización de procesos, a saber, laboratorios desde 1 gramo a 100 gramos, laboratorios específicos para kg a 10 kg y plantas piloto para cantidades de 100 kg a una tonelada. Las particularidades de los procesos de laboratorio que deben eliminarse incluyen el uso de un gran número de operaciones unitarias, mezclas de reacción diluidas, grandes cantidades de disolventes para extracción, evaporación a sequedad, secado de soluciones con sales higroscópicas.  Si bien los calorímetros de reacción modernos permiten prever en cierta medida los efectos de estas diferentes condiciones, no se recomienda la transferencia directa de un proceso del laboratorio a la escala industrial, debido a los riesgos inherentes de seguridad, ambientales y económicos.  En el desarrollo, se debe demostrar la viabilidad del proceso a escala semicomercial.  Las cantidades de prueba del nuevo producto químico fino deben fabricarse para el desarrollo del mercado, las pruebas clínicas y otros requisitos.  Se deben generar los datos necesarios para que el departamento de ingeniería pueda planificar las modificaciones de la planta a escala industrial y para calcular los costos de producción para los requisitos de gran volumen esperados.  Tanto el equipo como el diseño de la planta de la planta piloto reflejan los de una planta industrial de usos múltiples, excepto por el tamaño de los recipientes de reacción (laboratorio a escala de laboratorio ~ 10–60 litros; planta piloto ~ 100–2500 litros) y el grado de automatización del proceso.  Antes de que el proceso esté listo para ser transferido a la planta a escala industrial, deben completarse las siguientes actividades: Adaptación del proceso de laboratorio a las limitaciones de una planta piloto, análisis de peligros y operabilidad (HAZOP), ejecución de lotes de demostración.  Las principales diferencias entre la síntesis de laboratorio y la producción a escala industrial se muestran en la Tabla 4. 
En el caso de los productos químicos finos cGMP también se requiere una validación del proceso. Consiste en el diseño del proceso de tres elementos, la calificación del proceso y la verificación continua del proceso.  Optimización de procesos.  Una vez que un nuevo proceso químico se ha introducido con éxito a escala industrial, se requiere la optimización del proceso para mejorar la economía.  Como regla general, se debe intentar reducir los costos de los bienes vendidos (COGS) en un 10-20%, cada vez que la cantidad de producción anual se haya duplicado.  La tarea se extiende desde el ajuste fino del método sintético actualmente utilizado hasta la búsqueda de un proceso de segunda generación completamente diferente.  Las disposiciones específicas son el aumento del rendimiento general, la reducción del número de pasos, el costo de la materia prima, el disolvente, el catalizador, el consumo de enzimas y el impacto ambiental.

### Gestión de proyectos
Existen dos fuentes principales de nuevos proyectos de investigación, a saber, las ideas que se originan en los propios investigadores ("empuje de la oferta") y las que provienen de los clientes ("demanda de la demanda").  Las ideas para nuevos procesos típicamente se originan en investigadores, ideas para nuevos productos de clientes, respectivamente, contactos de clientes.  Especialmente en la fabricación a medida, la "demanda de demanda" prevalece en la realidad industrial.  El "comité de nuevos productos" es el órgano de elección para evaluar nuevas actividades de investigación en curso y supervisarlas.  Tiene la tarea de evaluar todas las ideas de nuevos productos.  Decide si una nueva idea de producto debe ser tomada en investigación, revalúa un proyecto a intervalos regulares y, por último pero no menos importante, también decide sobre el abandono de un proyecto, una vez que se hace evidente que no se pueden alcanzar los objetivos.  En un proyecto típico, la responsabilidad general del éxito económico y técnico recae en el campeón del proyecto.  Él es asistido por el gerente del proyecto, quien es responsable del éxito técnico.  En la fabricación personalizada, un proyecto típico comienza con la aceptación de la idea del producto, que se origina principalmente en el desarrollo de negocios, por parte del comité de nuevos productos, seguido de la preparación de un proceso de laboratorio, y finaliza con la finalización exitosa de las demostraciones a escala industrial. y la firma de un contrato de suministro plurianual, respectivamente.  La entrada del cliente está contenida en el "paquete de tecnología ".  Sus principales  constituyentes son (1) esquema de reacción, (2) objetivo del proyecto y entregables (producto, cantidad, fechas requeridas, especificaciones), (3) lista de métodos analíticos, (4) oportunidades de desarrollo de procesos (evaluación por etapas), (5) ) lista de informes requeridos, (6) problemas de seguridad, salud y medio ambiente (SHE), (7) materiales que debe suministrar el cliente e (8) información sobre empaquetado y envío La parte técnica de un proyecto generalmente determina su duración.  Dependiendo de la calidad de la información contenida en el "paquete de tecnología" recibido del cliente y la complejidad del proyecto como tal, particularmente la cantidad de pasos que deben realizarse; Puede ser en cualquier momento entre 12 y 24 meses.  Dependiendo de la cantidad de investigaciones involucradas, el presupuesto total asciende fácilmente a varios millones de dólares estadounidenses.

## Mercados
Los productos químicos finos se utilizan como materiales de partida para productos químicos especializados. Estos últimos se obtienen por formulación directa o después de la transformación química/bioquímica de productos intermedios en sustancias activas. Las ciencias de la vida, principalmente las industrias farmacéuticas, agroquímicas y de alimentos y piensos son los principales consumidores de productos químicos finos. 

### Tamaño del mercado
Los productos químicos finos representan aproximadamente el 4% del universo de los productos químicos.  Este último, valorado en $ 2,500 billones, está dominado principalmente por productos derivados del petróleo, gas y minerales (alrededor del 40%) por un lado y una gran variedad de productos químicos especializados en la interfaz entre la industria y el público por el otro. (~ 55%).  El valor de producción global de químicos finos se estima en $ 85 mil millones, de los cuales aproximadamente 2/3, o $ 55 mil millones se producen de forma cautiva y $ 30 mil millones representan los ingresos globales de la industria química fina.  Las cifras correspondientes para el usuario principal, la industria farmacéutica, son $ 32 mil millones y $ 23 mil millones, respectivamente.  Por varias razones, como la falta de datos estadísticos y la definición algo equívoca, no es posible determinar exactamente el tamaño del mercado de productos químicos finos. 
|                                |                                | Tamaño ($ mil millones) |    |    |
| AI total                       | cautivo                        | comerciante             |    |    |
| Ciencias de la vida            | Productos farmacéuticos        | 55                      | 32 | 23 |
| Ciencias de la vida            | Agroquímicos                   | 15                      | 11 | 4  |
| Varias especialidades químicas | Varias especialidades químicas | 15                      | 10 | 5  |
| Industria química fina total   | Industria química fina total   | 85                      | 53 | 32 |

En la Tabla 5, el mercado de productos químicos finos de aproximadamente $ 85 mil millones se subdivide en aplicaciones principales según su relevancia, a saber, productos químicos finos para productos farmacéuticos, agroquímicos y productos químicos especializados fuera de las ciencias de la vida.  Además, se hace una distinción entre producción cautiva (interna) y mercado comercial.  Los productos químicos finos farmacéuticos (PFC) representan dos tercios del total.  Del valor de PFC de $ 55 mil millones, se cotizan aproximadamente $ 23 mil millones (~ 40%), y $ 32 mil millones (~ 60%) son el valor de producción de la producción interna de la industria farmacéutica.  Dentro de los productos de ciencias de la vida, siguen en importancia los productos químicos finos para la agricultura y, a distancia, los medicamentos veterinarios.  El valor de producción de los productos químicos finos utilizados para productos químicos de especialidad distintos de los productos farmacéuticos y agroquímicos se estima en $ 15 mil millones.  Como las principales compañías químicas especializadas, Akzo Nobel, Dow, Du Pont, Evonik, Chemtura y Mitsubishi están integradas hacia atrás, la participación de la producción interna se estima en un 75%, dejando un mercado comercial de aproximadamente $ 5 mil millones. 

### Objetivo del mercado

#### Productos farmacéuticos
La industria farmacéutica constituye la base de clientes más importante para la industria de química fina (ver Tabla 4).  Las compañías más grandes son Pfizer, USA; Roche, Suiza, GlaxoSmithKline, Reino Unido; Sanofi Aventis, Francia, y Novartis, Suiza.  Todos son activos en I + D, fabricación y comercialización.  Los productos farmacéuticos que contienen más de 2000 ingredientes activos diferentes se comercializan en la actualidad; un gran número de ellos provienen de la industria química fina.  La industria también tiene un historial de crecimiento por encima del promedio.  La industria química fina tiene un gran interés en los medicamentos de mayor venta o "éxito de taquilla ", es decir, aquellos con ventas anuales en todo el mundo que superan los $ 1 mil millones.  Su número ha aumentado de manera constante, de 27 en 1999 a 51 en 2001, 76 en 2003, y luego se estabilizó. 
|              | Marca                | API                      | Empresa                             | ventas 2010 ($ bio) |
| ------------ | -------------------- | ------------------------ | ----------------------------------- | ------------------- |
| 1            | Lipitor              | atorvastatina            | Pfizer                              | 11.8                |
| 2            | Plavix               | clopidogrel              | Bristol-Myers Squibb Sanofi-Aventis | 9.4                 |
| 3            | Remicade *           | infliximab               | J&J, Merck, Mitsubishi, Tanabe      | 8.0                 |
| 4            | Advair / Seretide    | salmeterol + fluticasona | Glaxo SmithKline                    | 8.0                 |
| 5            | Enbrel *             | etanecerpt               | Amgen, Pfizer, Takeda               | 7.4                 |
| 6            | Avastin *            | bevacizumab              | Roche                               | 6.8                 |
| 7            | Abilificar           | aripiprazol              | Bristol-Myers Squibb Otsuka         | 6.8                 |
| 8            | Mabthera / Rituxan * | rituximab                | Roche                               | 6.7                 |
| 9            | Humira *             | adalimumab               | AbbVie (Antes: Abbott)              | 6.5                 |
| 10           | Diovan & Co-Diovan   | valsartán                | Novartis                            | 6.1                 |
| Total Top 10 | Total Top 10         | Total Top 10             | Total Top 10                        | 77.5                |

Las ventas de los 20 medicamentos más exitosos se reportan en la Tabla 6.  Las API de 12 de ellas son moléculas "pequeñas" (LMW).  Con un promedio de MW de 477, tienen estructuras bastante complejas.  Típicamente muestran tres restos cíclicos. 10 de ellos exhiben al menos un resto N-heterocíclico.  Cinco de los 10 principales, frente a ninguno en 2005, son productos biofarmacéuticos.  Los medicamentos no patentados de mayor venta son paracetamol, omeprazol, etinilestradiol, amoxicilina, piridoxina y ácido ascórbico.  Las compañías farmacéuticas innovadoras requieren principalmente servicios de fabricación personalizados para sus sustancias farmacéuticas patentadas.  La demanda se debe principalmente a la cantidad de nuevos lanzamientos de medicamentos, los requisitos de volumen y la estrategia de "comprar o comprar" de la industria.  En la Tabla 7 se presenta un resumen de las ventajas y desventajas de la externalización desde la perspectiva de la industria farmacéutica.  Como lo demuestran los estudios ampliados en la Stern Business School de la Universidad de la Ciudad de Nueva York, las consideraciones financieras claramente favorecen la opción de "compra".
| Pros | Contras |
| --- | --- |
| - Concentración en actividades centrales (innovación y marketing). - Despliegue sus recursos financieros para inversiones más rentables. - Benefíciese del conocimiento y experiencia de la industria del FC. - eliminar largos plazos de entrega para construir y validar una instalación de fabricación - Capacidad libre para la introducción de nuevos productos. - Evitar los riesgos del uso de productos químicos peligrosos. | - pérdida de beneficios fiscales derivados de la producción de API en paraísos fiscales - Difusión de la propiedad intelectual. - pérdida de saber cómo - Pérdidas de empleo - subutilización de la capacidad de producción interna |

Teva y Sandoz son, con mucho, las compañías de genéricos más grandes (véase también el capítulo 6.3.2).  Se diferencian de sus competidores no solo en los ingresos por ventas, sino también porque están fuertemente integrados y tienen medicamentos patentados en sus carteras.  También compiten por el prometedor mercado de biosimilares. 
Varios miles de pequeñas empresas o compañías farmacéuticas virtuales se centran en I + D. aunque solo en unos pocos compuestos de plomo.  Normalmente se originan en su mayoría de la academia.  Por lo tanto, su estrategia de I + D está más centrada en la elucidación de las raíces biológicas de las enfermedades que en el desarrollo de métodos de síntesis. 

#### Agroquímicos
Las empresas agroquímicas son las segundas mayores usuarias de productos químicos finos.  La mayoría de los productos tienen una "herencia farmacéutica".  Como consecuencia de una actividad intensiva de fusiones y adquisiciones en los últimos 10 a 20 años, la industria ahora está más consolidada que la industria farmacéutica.  Las 10 principales empresas, lideradas por Syngenta, Suiza; Bayer Cropsciences, Alemania: Monsanto, EE. UU .; BASF Crop Protection, Alemania, y Dow Agrosciences, EE. UU. Tienen una participación de casi el 95% de la producción total de pesticidas de 2,000,000 toneladas / $ 48.5 mil millones en 2010.  Desde la década de 1990, el esfuerzo de I + D se centra principalmente en las semillas modificadas genéticamente (GM).  Tanto en Monsanto como en la filial de semillas de DuPont, Pioneer Hi-Bred, las empresas de semillas de GM ya representan más del 50% de las ventas totales. En el período 2000-2009 se lanzaron 100 nuevos productos agroquímicos LMW.  Sin embargo, solo 8 productos lograron ventas superiores a $ 100 millones por año. 
Los genéricos desempeñan un papel más importante en la industria agrícola que en la farmacéutica.  Representan alrededor del 70% del mercado global.  China National Chemical Corp, alias  ChemChina Group, es el mayor proveedor mundial de productos químicos genéricos para granjas.  Mahkteshim Agan, Israel y Cheminova, Dinamarca siguen en los rangos 2 y 3.  Además de estas compañías multimillonarias, hay cientos de empresas más pequeñas con ventas de menos de $ 50 millones por año, principalmente en India y China.  La incidencia del costo del ingrediente activo es de alrededor del 33%; Es decir, mucho más alto que en las drogas.  Dependiendo de las condiciones climáticas que afectan los rendimientos de los cultivos, el consumo y los precios de los agroquímicos están sujetos a amplias fluctuaciones de un año a otro, lo que también afecta a los proveedores. 
Las estructuras moleculares de los agroquímicos modernos son mucho más complejas que en los productos más antiguos, pero más bajas que las de sus homólogos farmacéuticos.  El peso molecular promedio del top 10 es 330, comparado con 477 para el top 10.  En comparación con los reactivos utilizados en la síntesis química fina farmacéutica, los químicos peligrosos, como la azida de sodio, los halógenos, el sulfuro de metilo, el fosgeno y los cloruros de fósforo, se utilizan con mayor frecuencia. Las empresas agroquímicas a veces subcontratan solo estos pasos, que requieren equipo especializado, en acuerdos de conversión de peaje. Con la excepción de los piretroides, que son modificaciones fotoestables de piretro de origen natural, los ingredientes activos de los agroquímicos rara vez son quirales.  Ejemplos dentro de los herbicidas son productos de mayor venta larga del mundo, de Monsanto Round-Up (glifosato).  La mesotriona de tipo ciclohexadiona de Syngenta y el dicloruro de paraquat.  Dentro de los insecticidas, los organofosforados tradicionales, como el malatión, y los piretroides como la γ-cihalotrina están siendo sustituidos por neonicotinoides, como el imidacloprid de Bayer y el tiametoxam y pirazoles de Syngenta, como el fipronil de BASF.  Chloranthaniliprole es el representante más importante de la galardonada familia de diamidas antranílicas de Du Pont de insecticidas de amplio espectro.  Dentro de los fungicidas, las estrobilurinas, una nueva clase, están creciendo rápidamente y ya han captado más del 30% del mercado global de fungicidas de 10.000 millones de dólares.  La azoxistrobina de Syngenta fue el primer producto lanzado.  También la serie F-500 de BASF, pyraclostrobin y kresoxim-methyl, Bayer CropScience y Monsanto están desarrollando nuevos compuestos en esta clase.  Los pesticidas combinados, como la Genuity de Monsanto y SmartStax se utilizan cada vez más. 

#### Otras industrias químicas especializadas
Además de las ciencias de la vida, los productos químicos especializados, y por lo tanto también sus ingredientes activos, productos básicos o productos químicos finos, según sea el caso, se utilizan de manera ubicua, tanto en aplicaciones industriales, como biocidas e inhibidores de corrosión en torres de agua de refrigeración y aplicaciones para el consumidor. tales como cuidado personal y productos para el hogar.  Los ingredientes activos se extienden desde químicos finos de alto precio / bajo volumen, utilizados para pantallas de cristal líquido hasta aminoácidos de gran volumen / bajo precio usados como aditivos para piensos. 
| Industria                         | Ventas ($ billones) | Atractivo | Productos |
| --------------------------------- | ------------------- | --------- | --- |
| Salud animal                      | ~ 20                | ♦♦♦       | Los productos típicos de ah se derivan de medicamentos humanos, por ejemplo, Reconzile, apodado "cachorro Prozac". Los paraciticidas son la categoría de producto más grande. Buenas perspectivas de crecimiento en la piscicultura. |
| Adhesivos y Sellantes             | ~ 60                | ♦♦        | Los usos se extienden desde el hogar, por ejemplo, pegado de papel, hasta productos especializados de alta tecnología para el ensamblaje de componentes electrónicos, automóviles y construcción de aeronaves.                       |
| Biocidas                          | ~ 3                 | ♦         | Las aplicaciones más importantes son la conversación con madera y el tratamiento de agua. Principalmente productos de AI |
| Catalizadores y Enzimas           | ~ 15                | ♦         | Catalizadores (automotriz, polímeros, procesamiento de petróleo, químicos) / enzimas (detergentes / enzimas técnicas, alimentos y piensos) = 80/20                                                                                   |
| Colorantes y Pigmentos            | ~ 10                | ♦         | Sobre todo a base de compuestos aromáticos de gran volumen, por ejemplo, ácidos de letras. Colorante asiático prod.,> 10 6 mtpa. Algunos productos de nicho, por ejemplo, pigmentos que cambian de color                             |
| Productos químicos electrónicos   | ~ 30                | ♦♦♦       | Demanda considerable y creciente de productos químicos finos, por ejemplo, octafluorociclobutano para el grabado. Para cristales líquidos y diodos emisores de luz orgánicos (OLED).                                                 |
| Sabores y Fragancias              | ~ 20                | ♦♦        | Se utilizan ~ 3000 moléculas, por ejemplo (-) mentol [20,000 toneladas], almizcle policíclico [10,000 toneladas], vainillina, linalol, geraniol, heterocíclicos, 2-feniletanol)                                                      |
| Aditivos para alimentos y piensos | 40-50               | ♦♦        | Principalmente aminoácidos (L-lisina [10 6 toneladas], L-metionina, ...), vitaminas (C [> 10 5 toneladas], niacina, riboflavina, ...), edulcorantes artificiales (aspartamo, splenda) y carotenoides.                                |
| Polímeros especiales              | N / A               | ♦♦        | Aeroespacial: Polietileno / propileno fluorado, [30,000 toneladas], Polieter éter cetonas [PEEK], Poliamidas, Piezas de precisión: Aramidas [25,000 t], polibenzazoles                                                               |

* Tamaño del mercado mercantil de químicos finos, potencial de crecimiento. 
En la Tabla 8 se enumeran ejemplos de aplicaciones en ocho áreas, que van desde adhesivos hasta polímeros especiales. En general, el atractivo para la industria química fina es más pequeño que la industria de las ciencias de la vida.  El mercado total, expresado en ventas de productos terminados, asciende a entre $ 150 y $ 200 mil millones, o aproximadamente una cuarta parte del mercado farmacéutico. Los productos químicos finos incorporados representan un estimado de $ 15 mil millones (consulte la Tabla 5). Otras desventajas son la integración hacia atrás de los grandes jugadores, por ejemplo,  Akzo-Nobel, Países Bajos; Ajinomoto, Japón; Danone, Francia; Everlight Chemical Industrial Corp., Taiwán; Evonik-Degussa, Alemania; Givaudan y Nestlé, Suiza, Novozymes, Dinamarca, Procter & Gamble y Unilever USA. Por último, pero no menos importante, la innovación se basa más bien en nuevas formulaciones de productos existentes, en lugar de en el desarrollo de nuevos productos químicos finos. Es más probable que ocurra en áreas de aplicación no relacionadas con la salud humana (donde las ECN están sujetas a pruebas muy extensas).

### Productos y servicios de destino
Las ventas globales de medicamentos patentados se estiman en $ 735 mil millones en 2010, o casi el 90% del mercado farmacéutico total.  Las ventas globales de genéricos son de alrededor de $ 100 mil millones, o un poco más del 10% del mercado farmacéutico total.  Debido a que el precio unitario es mucho más bajo, su participación de mercado será cercana al 30% basándose en volumen / volumen de API. 

#### Fabricación personalizada
Los productos y servicios ofrecidos por la industria química fina se dividen en dos categorías amplias: (1) productos "Exclusivos", también conocidos como fabricación personalizada (CM) y (2) "estándar" o "catálogo".  Los "exclusivos", proporcionados principalmente en virtud de contratos de investigación o acuerdos de fabricación personalizados, prevalecen en los negocios con empresas de ciencias de la vida; las “normas” prevalecen en otros mercados objetivo. La fabricación a medida intensiva en servicio (CM) constituye la actividad más destacada de la industria química fina. CM es el antónimo de la subcontratación. En la fabricación a medida, una compañía de productos químicos especializados subcontrata el desarrollo del proceso, la planta piloto y, finalmente, la producción a escala industrial de un ingrediente activo, o un antecesor del mismo, a una, o unas pocas, compañías de química fina. La propiedad intelectual del producto, y en general también el proceso de fabricación, permanece con el cliente. La relación cliente-proveedor se rige por un acuerdo de suministro exclusivo. Al comienzo de la cooperación, el cliente proporciona un "paquete de tecnología" que, en su versión más simple, incluye una descripción de síntesis de laboratorio y recomendaciones de SHE. En este caso, la compañía química fina realiza todo el aumento de escala, que comprende un factor de alrededor de un millón (10 gramos → 10 toneladas de cantidades). 

#### Productos estándar
No exclusivos, "estándar" o "productos de catálogo" constituyen la segunda salida más importante para productos químicos finos después de la fabricación personalizada. API-for-Generics es la subcategoría más importante. Debido a la caducidad de las patentes, se espera que más de 60 "200 medicamentos principales", que representan ventas agregadas de $ 140 mil millones, caigan en el dominio público para 2015. e incentivos gubernamentales, las ventas globales de genéricos aumentan rápidamente. Las empresas asiáticas dominan el negocio de API-for-Generics. Tienen la triple ventaja de su base de bajo costo, sus grandes mercados locales y la experiencia de fabricación previa en la producción para sus mercados nacionales y otros no regulados.

## Finanzas

### Costos de inversión
Los costos de inversión para plantas multipropósito son altos en comparación con la producción del producto.  Sin embargo, varían considerablemente, dependiendo de la ubicación, el tamaño del equipo y el grado de sofisticación (por ejemplo, automatización, contención, calidad del equipo, complejidad de la infraestructura). En la Tabla 9 se muestra un ejemplo de una planta multipropósito cGMP construida en los EE. UU. el costo de inversión de $ 21 millones comprende solo el equipo y la instalación. El edificio, la propiedad y los servicios externos están excluidos.  A efectos comparativos, se utiliza el costo de inversión por m³ de volumen del reactor. En este caso, es de $ 0.9 millones. La cantidad incluye el costo del propio recipiente de reacción más una parte equitativa del equipo auxiliar, como tanques de alimentación, tuberías, bombas y control de procesos. Si se instalaran reactores más grandes o más pequeños, el costo unitario por m³ disminuiría o disminuiría con el exponente 0.5, respectivamente.  Por lo tanto, al aumentar el tamaño de los equipos, los costos de fabricación en una base por kilogramo (kg-1) generalmente disminuyen sustancialmente. Además, los costos para una planta que se utiliza para la producción de productos intermedios no regulados solo serían sustancialmente más bajos. Las compañías farmacéuticas tienden a gastar hasta diez veces más en una planta con la misma capacidad. En contraste, los costos de inversión en los países en desarrollo, particularmente en India o China, son considerablemente más bajos. 
| Equipo / Inversión | Números                                                     |
| --- | ----------------------------------------------------------- |
| Descripción del equipo principal. |                                                             |
| Trenes de producción Vasos del reactor (volumen = 4 m³) .... Volumen total del reactor Unidades de filtración Secadores                             | 2 6 .... 24 m 3 2 2                                         |
| Inversión de capital |                                                             |
| Inversión de capital total - Inversión por tren de producción. - Inversión por pieza de equipo principal. - Inversión por m³ de volumen de reactor. | $ 21 millones $ 11.5 millones $ 2.1 millones $ 0.9 millones |

### Costos de fabricación
El consumo de materia prima y el costo de conversión son los dos elementos que establecen el costo de fabricación de un producto químico fino en particular. El primero está determinado principalmente por el consumo unitario y el costo de compra de los materiales utilizados; el último, por el rendimiento en kilogramos por día en un área de producción determinada. Un cálculo preciso del costo de conversión es una tarea exigente. Diferentes productos con rendimientos muy diferentes se producen en campañas en plantas de usos múltiples, que ocupan el equipo en diferentes grados. Por lo tanto, la capacidad de producción y la utilización del equipo para un producto químico fino específico son difíciles de determinar. Además, los elementos de costo tales como mano de obra, capital, servicios públicos, mantenimiento, eliminación de desechos y control de calidad no pueden asignarse de manera inequívoca. 
Un desarrollo de procesos o un químico de planta piloto puede realizar un cálculo aproximado sobre la base de (1) el procedimiento de síntesis de laboratorio y (2) dividiendo el proceso en operaciones unitarias, cuyos costos estándar se han determinado previamente. estar involucrado para un costeo más profundo. Los problemas que tiene que abordar son cómo asignar equitativamente los costos para la capacidad de producción, que no se utiliza. Esto puede deberse al hecho de que parte de una bahía de producción está inactiva, debido a la falta de demanda o porque, por ejemplo, no se requiere un reactor para un proceso en particular. 
Los costos de fabricación generalmente se reportan por kilogramo de producto. Para los fines de la evaluación comparativa (interna y externa), el volumen x tiempo / salida (VTO), como se mencionó anteriormente, es una ayuda útil. 
| Elementos de coste  | Elementos de coste  | Elementos de coste         | Detalles                                                         | Compartir |
| ------------------- | ------------------- | -------------------------- | ---------------------------------------------------------------- | --------- |
| materias primas     | materias primas     | materias primas            | disolventes incluidos                                            | 30%       |
| costo de conversión | planta específica   | Utilidades y energía       | energía eléctrica, vapor, salmuera                               | 4-5%      |
| costo de conversión | planta específica   | trabajo de planta          | turno y trabajo diurno                                           | 10-15%    |
| costo de conversión | planta específica   | costo capital              | depreciación e intereses sobre el capital                        | 15 %      |
| costo de conversión | planta específica   | planta arriba              | Control de calidad, mantenimiento, eliminación de residuos, etc. | 10%       |
| costo de conversión | planta específica   | Investigación y desarrollo | planta piloto inclusiva                                          | 8%        |
| costo de conversión | Marketing de ventas | Marketing de ventas        | promoción inclusiva                                              | 5%        |
| costo de conversión | Gastos generales    | Gastos generales           | Servicios administrativos                                        | 15 %      |

En la Tabla 10 se muestra una estructura de costos indicativos para una empresa de productos químicos finos.  Hoy en día, una operación completa de 7 días a la semana, que consta de cuatro o cinco equipos de turnos, cada uno trabajando 8 horas por día, se ha convertido en el estándar.  En términos de costos de producción, este es el esquema más ventajoso.  Los salarios más altos para el trabajo nocturno están más que compensados por una mejor absorción de costos fijos. Como parte del proceso de presupuestación, los costos estándar para una campaña de producción de un producto químico fino en particular se determinan sobre la base de la experiencia pasada.  Los resultados reales de la campaña se comparan con el estándar. La capacidad de una compañía química fina para hacer pronósticos confiables de costos de fabricación es una ventaja competitiva distinta. 

### Rentabilidad
La industria química fina ha experimentado varias fases de auge y caída durante sus casi 30 años de existencia. El auge más grande se produjo a fines de la década de 1990, cuando los medicamentos contra el sida de alta dosis y alto volumen y los inhibidores de la COX-2 dieron un gran impulso a la fabricación personalizada.  Después del final de la "exuberancia irracional" en 2000, la industria sufrió una primera caída en 2003, como resultado de las expansiones de capacidad, el advenimiento de los competidores asiáticos y una actividad de fusiones y adquisiciones ruinosa, se destruyeron varios miles de millones de dólares del valor de los accionistas. El más reciente –el menor auge está asociado con el almacenamiento de Relenza (zanamivir) de GlaxoSmithKline y Tamiflu (fosfato de oseltamivir) de Roche en muchos países para prepararse para una posible epidemia de gripe aviar. Sorprendentemente, la principal causa de la caída de 2009 no fue la recesión general, sino la desaceleración del crecimiento y, aún más, los ajustes de inventario por parte de la industria farmacéutica.  Resultaron en aplazamientos o cancelaciones de pedidos. El desarrollo desfavorable estaba en marcado contraste con los pronósticos de crecimiento muy optimistas, que muchas compañías de química fina habían anunciado. Se habían basado en informes sectoriales igualmente prometedores de los bancos de inversión, que a su vez habían evolucionado a partir de las proyecciones a futuro del período de auge anterior. En la mayoría de los casos, estas proyecciones se han omitido por un amplio margen. 
Al final de la "exuberancia irracional" en el cambio de milenio y nuevamente en 2009, casi la mitad de la industria obtuvo un retorno sobre las ventas (ROS) de más del 10% y menos del 10% de un ROS por debajo del 5%. En los peores años, 2003 y 2009, casi la mitad de las empresas sufrieron un ROS de menos del 5%. Considerando que durante el período objeto de examen, 2000-2009. el promedio de EBITDA / ventas y EBIT / ventas ratios de compañías representativas, resp. Las divisiones fueron de 15% y 7½%, respectivamente, en el período 2000-2009, las cifras fueron de 20% y 10-13% en el auge, y 10% y 5% en las fases de busto. El factor 2 entre los números altos y bajos refleja la volatilidad de la rentabilidad de la industria. En general, el promedio de las empresas químicas finas occidentales ha estado obteniendo un rendimiento por debajo del costo del capital, es decir, no tiene grado de reinversión. 

## Panorama
Dos tendencias principales inciden en la industria. Por el lado de la oferta, la biotecnología está ganando importancia rápidamente. En la síntesis de químicos finos de molécula pequeña, el uso de biocatalizadores y la fermentación microbiana permiten una producción más sostenible y económica que la química orgánica convencional. En la síntesis de moléculas grandes, como los biofarmacéuticos, es el método de elección. Se espera que los biofarmacéuticos crezcan un 15% por año, tres veces más rápido que los medicamentos de molécula pequeña. Cinco de los diez principales medicamentos fueron productos biofarmacéuticos en 2010 (ver tabla 6), y se espera que crezcan a ocho en 2016 (ver tabla 2). 
Por el lado de la demanda, la principal base de clientes de productos químicos finos, la industria farmacéutica, se enfrenta a un crecimiento más lento de la demanda, a la expiración de patentes de muchos fármacos de gran éxito y al estancamiento de nuevos lanzamientos de productos.  Para frenar estos desafíos, las empresas líderes están implementando programas de reestructuración. Comprenden una reducción de la fabricación química interna y la eliminación de plantas. La subcontratación está avanzando desde un enfoque puramente oportunista a uno estratégico. Es difícil hacer un juicio, si prevalecerán los efectos positivos o negativos de estas iniciativas. En el peor de los casos, se podría desarrollar una condición por la cual incluso las compañías de química fina de tamaño mediano, de propiedad familiar con plantas y procesos de vanguardia podrían ser relegadas a producir pequeñas cantidades de productos químicos finos para nuevos productos de ciencias de la vida en etapa avanzada de desarrollo. En productos químicos finos agrícolas, los ingredientes activos se vuelven más sofisticados y de mayor rendimiento. Por lo tanto, requieren de usos múltiples en lugar de plantas dedicadas que prevalecen en la industria hasta el momento. Al mismo tiempo, la subcontratación está ganando terreno.   
La globalización da lugar a un cambio de la producción química fina de los países industrializados a los países en desarrollo. Este último se beneficia no solo de una ventaja de "bajo costo / alta habilidad", sino también de un rápido aumento de la demanda interna de medicina occidental.  A pesar de los mantras de los líderes de la industria occidental, la ventaja de costos de los productores asiáticos va a persistir. Como los países farmacéuticos utilizan principalmente los genéricos, su participación en el mercado continúa creciendo en detrimento de los productos farmacéuticos y agroquímicos originadores. Este es también el caso de los biosimilares, las versiones genéricas de los biofarmacéuticos. Como consecuencia del duro clima de negocios, muchas compañías o divisiones de química fina occidentales creadas durante la "exuberancia irracional" a fines del siglo XX ya se han retirado del sector. Otros seguirán el ejemplo o serán adquiridos por firmas de capital privado. Las estrategias de supervivencia incluyen la implementación de los principios de producción ajustada originalmente desarrollados por la industria automotriz y la extensión del modelo de negocio para incluir también la investigación por contrato al principio y la formulación activa de medicamentos hacia el final de la cadena de valor agregado. Esta última estrategia, sin embargo, no está encontrando la aprobación unánime de los expertos de la industria.   
Si bien la demanda de productos químicos finos en el mercado comercial no ha crecido en la medida prevista originalmente, los productos químicos finos siguen brindando oportunidades atractivas para las empresas bien administradas, que fomentan los factores críticos de éxito, es decir, el funcionamiento de los productos químicos finos como un negocio central. tecnologías, principalmente biotecnología, y aprovechando las oportunidades que ofrece el mercado asiático.  